# Sparta (Tennessee)
Sparta è una città degli Stati Uniti d'America, situata nello Stato del Tennessee, nella contea di White, della quale è il capoluogo.